# Rollston

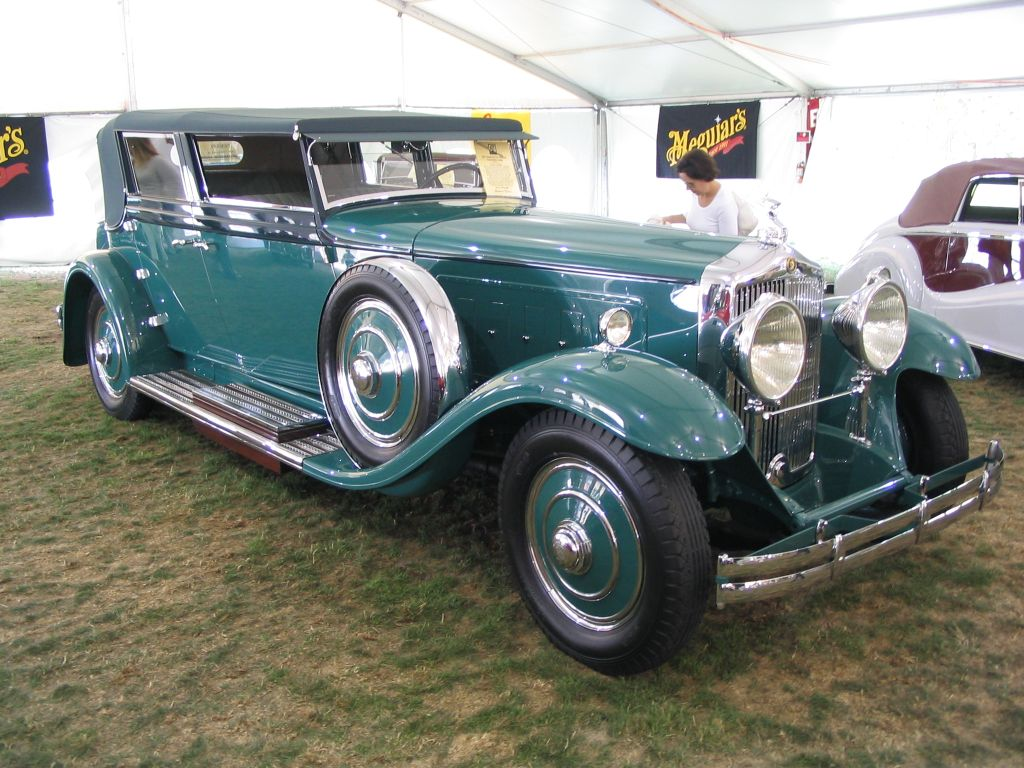
Minerva 1931 med Rollston-kaross.

Rollston Company var en amerikansk karossmakare som verkade i New York mellan 1921 och 1938.
Rollston startades av Harry Lonschein, som arbetat hos Brewster & Co och hans affärspartner Sam Blotkin. Företaget byggde karosser på chassin från de flesta inhemska tillverkarna men även de stora europeiska märkena. Rollstons mest omtalade modell var en Duesenberg kallad ”Twenty Grand” som såldes för den då astronomiska summan av 20 000 USD.